# 貝爾根戰役 (1759年)
貝爾根戰役發生於1759年4月13日，是七年戰爭中的一場重要戰役，布羅伊公爵率領的法軍在美因河畔法蘭克福附近的貝爾根成功擊敗了不倫瑞克親王斐迪南的率領的英國、漢諾威、黑森、不倫瑞克聯軍。
隨著1759年的開始，斐迪南王子在3月下旬開始向法國進軍。他的目的地是法蘭克福，法軍在美因河上有一個基地。其目的是將法軍趕出西伐利亞並為盟國奪取主動權。
戰役開始時盟軍的進攻取得了成功，將法軍從郊區趕回了城鎮。接著布羅伊公爵開始調動部隊，扭轉了局勢，將盟軍驅逐出來。
十點鐘，伊森堡率領的盟軍的支援抵達，再次將法軍趕回貝爾根。布羅伊公爵立即用預備隊進行反擊，再次將他們盟軍擊退。而伊森堡本人在試圖穩定部隊時被殺。
至此，戰鬥開始穩定。布羅伊公爵開始帶著他的預備隊和騎兵前進，但隨著盟軍的部隊再度增加，使得戰鬥變成了一場炮火對決。直到深夜，盟軍開始撤退。
儘管這場戰役法軍以明顯的勝利結束戰鬥，但布羅伊公爵並沒有積極追擊盟軍。